# Djurgårdsslätten

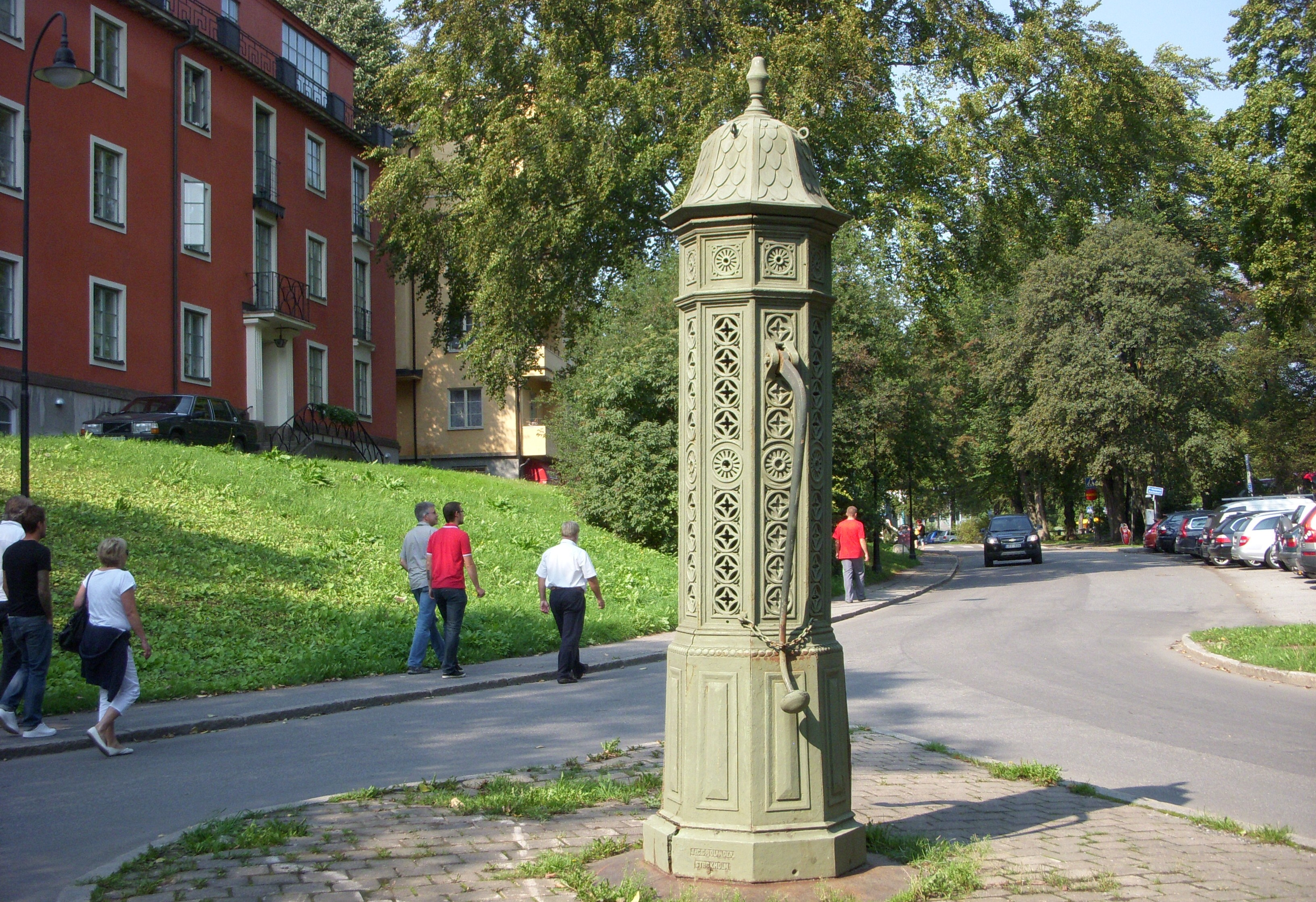
Gatan "Djurgårdsslätten" från öster med Götska pumpen.

Djurgårdsslätten (tidigare även Sätten) är en gata och ett område på Södra Djurgården i Stockholm. Det tidigare geografiska området Slätten respektive Djurgårdsslätten är numera parken utanför Skansens huvudentré och sedan 1954 en kort parallellgata norr och söder om Djurgårdsvägen.

## Historik

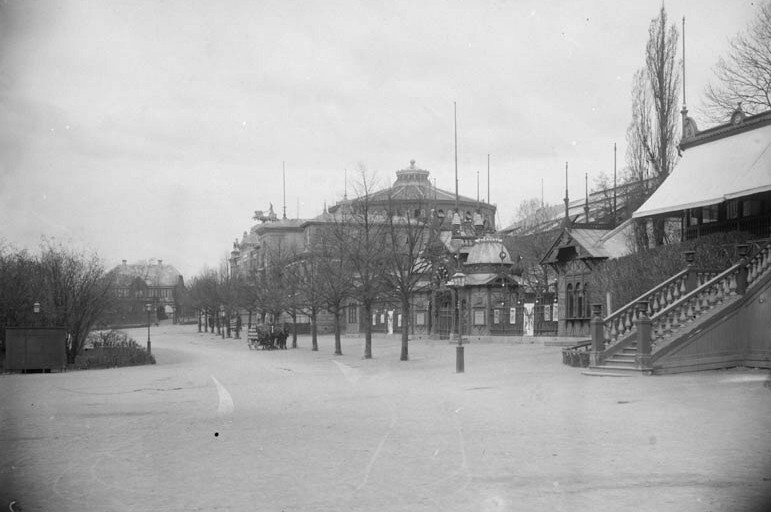
Djurgårdsslätten från öster 1896 med nybyggda Cirkus och Rundmålningsbyggnaden i bakgrunden.

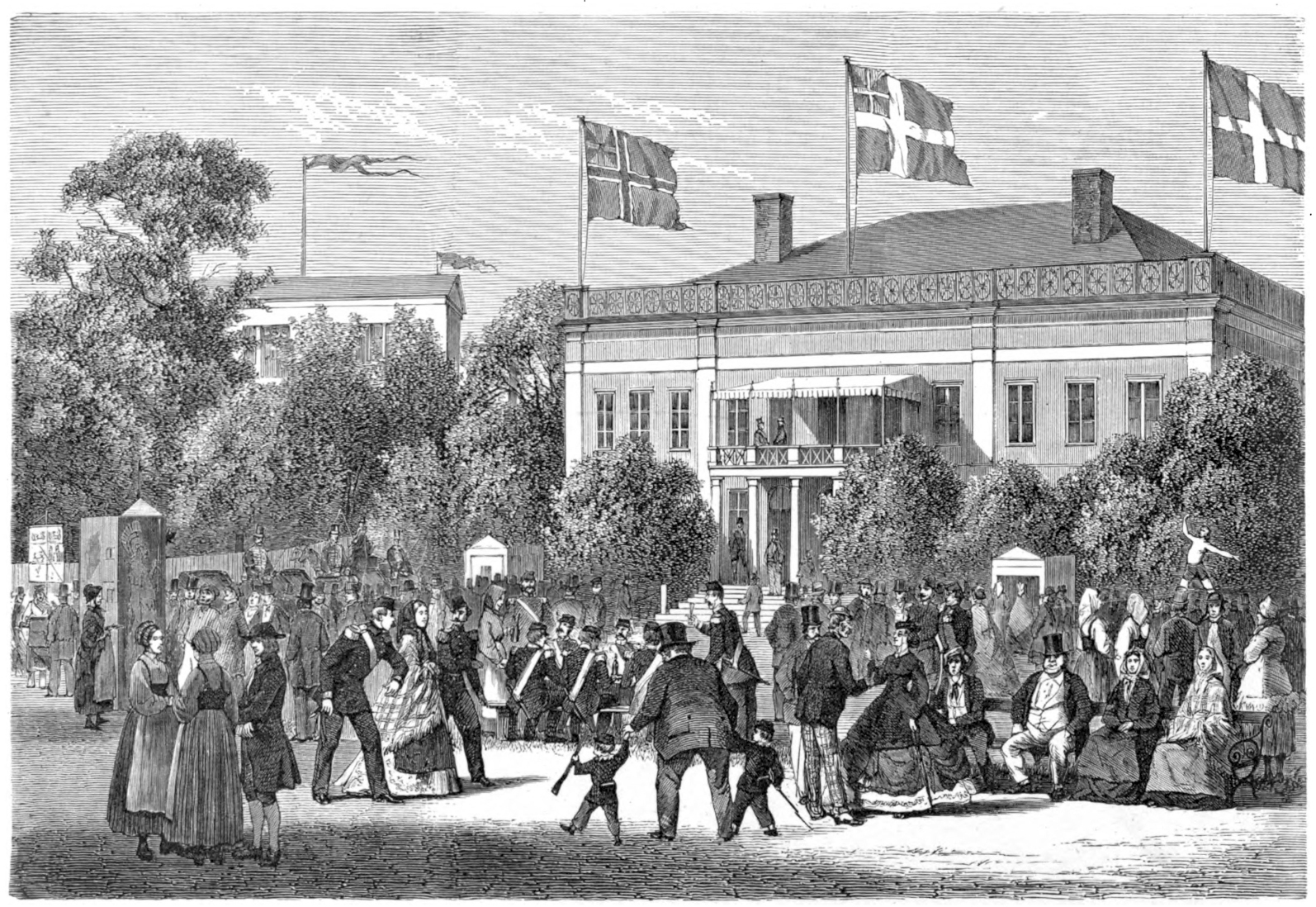
Folkliv på Djurgårdsslätten framför Mothanders manege, 1860-talet.

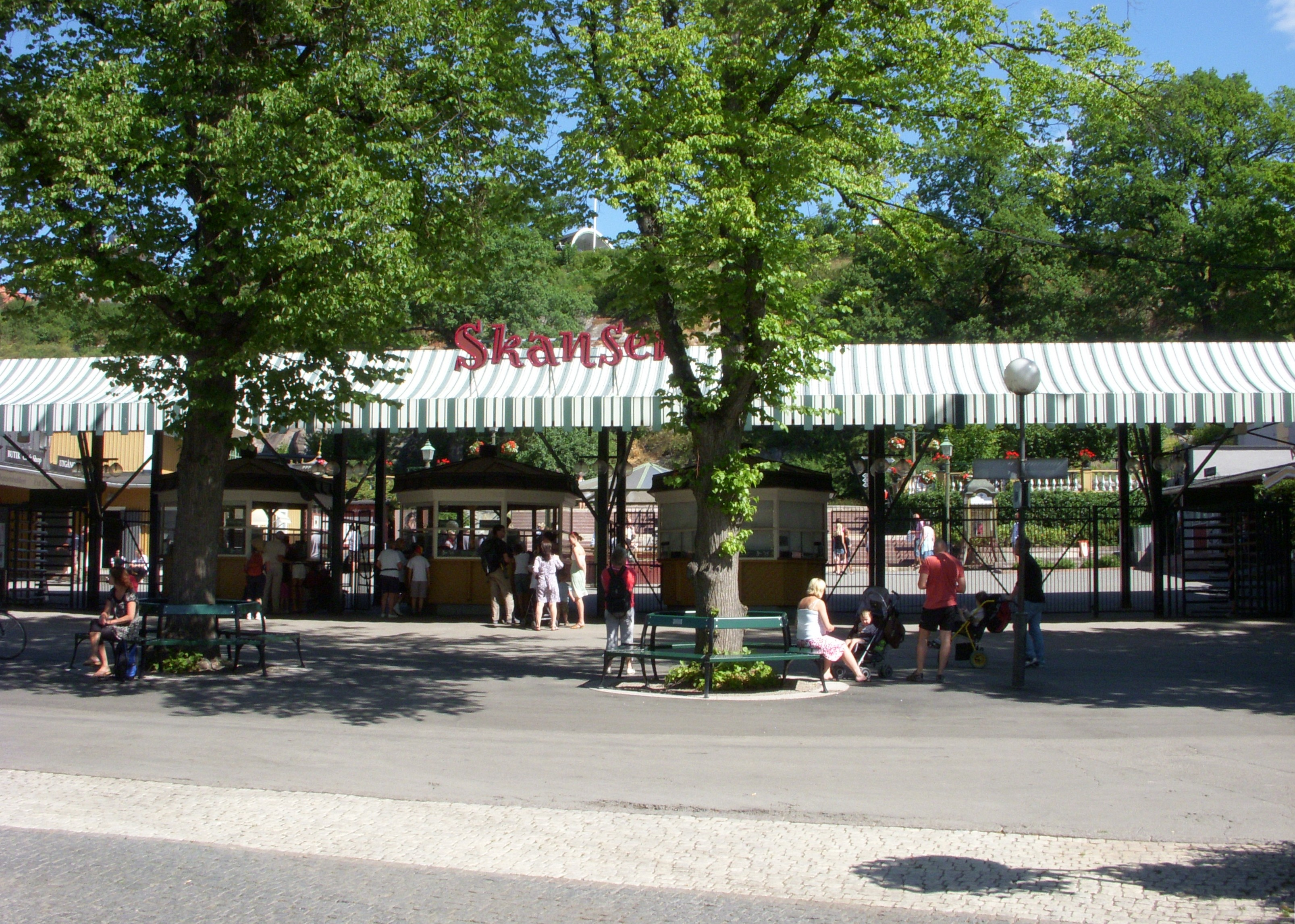
Djurgårdsslätten utanför Skansen 2010.

Med Djurgårdsslätten avsågs området mellan nuvarande Hasselbacken, Cirkus och Skansens huvudingång i norr och Djurgårdsstaden i söder. Över slätten leder Djurgårdsvägen. På en karta från 1690-talet  betecknas området som ängsmark, beväxt med biörck, Eek, asp och Bränsleskog. På 1750-talet fanns här Hasselbackens föregångare kallad Dunderhyttan, ett ställe där det gick livligt till, som namnet antyder. Här brukade det samlas en färgstark grupp människor, bland dem även Carl Michael Bellman. Från den tiden finns Bellmanseken kvar. 
Ängen var i det närmaste obebyggd och backen, där numera hotell och restaurang Hasselbacken ligger var tät bevuxet med hasselbuskar och annan vegetation. Det inbjöd till "amors oblyga lekar", som riksbibliotekarien Johan Erik Rydqvist  berättade i skriften Djurgården förr och nu.  Aktat folk kunde endast bevittna dem under förklädnad och en "aktad person" som ibland kom hit inkognito lär ha varit Gustav III.
Först omkring 1820 kallades ängen för Slätten. På 1830-talet började man röja marken och en öppen plats för ny bebyggelse och park skapades. Då etablerades namnet Djurgårdsslätten som stockholmskartan från 1836 visar. Under mitten av 1800-talet och framåt uppfördes en rad värdshus och krogar samt etablissemang där komedianter, musikanter och innehavare av tittskåp, bild- och kasperteatrar höll till. Till kända ställen hörde bland annat Rundmålningsbyggnaden på Kaptensudden och Stockholms Tivoli med den populära revyteatern Kristallsalongen som låg en bit ovanför Skansens nuvarande huvudentré. 
Några verksamheter och byggnader från den tiden finns fortfarande kvar; här kan nämnas danssalongen Novilla (1833), Villa Diorama (1846) en bildteater för visning av dioramabilder, Hasselbacken (1853), Gröna Lund (1880-talet), Cirkus (1892), som ersatte Mothanders manege från 1848 och Lilla Hasselbacken (1896). På 1930-talet flyttades Skansens huvudentré till Djurgårdssätten och platsen framför bär sedan dess samma namn. Alhambrateatern invigdes 1868 och revs efter en brand 1925, Alhambras restaurang fanns kvar i ny form fram till slutet av 1970-talet. Sedan 1992 har Skansen sin försäljning av souvenirer i byggnaden. 
En legendarisk positivhalare på Slätten var under 1900-talets tre första årtionden Djurgårds-Kalle som tillsammans med sin Emma sjöng visor som Italienska flickan och Lejonbruden i duett. Kalles positiv och lösmustasch finns i dag på Stockholms Stadsmuseum. Hösten 1985 uppställdes skulpturen Kalle och Emma, skapat av konstnären David Wretling och avtäckt av revyförfattaren Kar de Mumma, som hade engagerad sig för tillkomsten av verket. Hans initialer står i skulpturens sockel.

## Dagens Djurgårdsslätten
Efter 1954 användes namnet "Djurgårdsslätten" för en kort enkelriktad lokalgata som går parallellt med Djurgårdsvägen längs Djurgårdsstadens nordöstra sida. Även den lilla park mellan gatan Djurgårdsslätten, Nordenskiöldsgatan och Djurgårdsvägen samt området framför Skansens huvudentré kallas Djurgårdsslätten.

## Historiska kartor

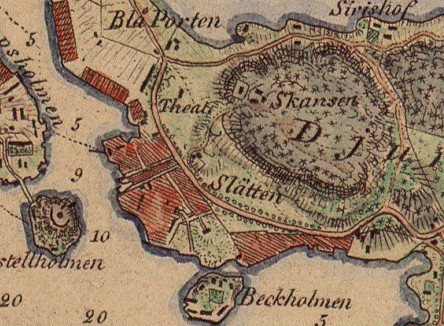
"Slätten", karta 1817
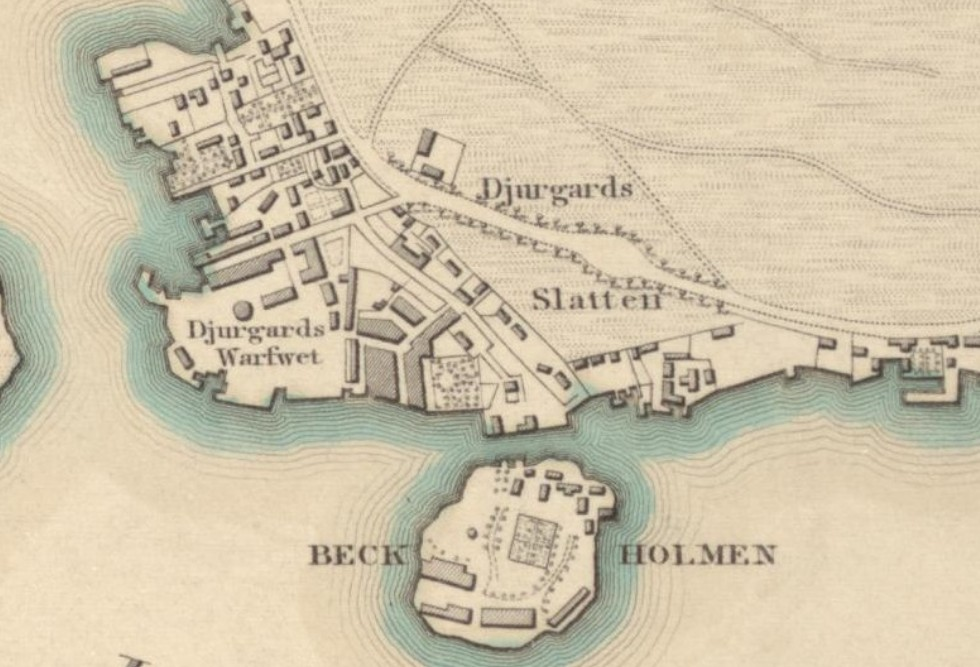
"Djurgårdsslätten", karta 1836
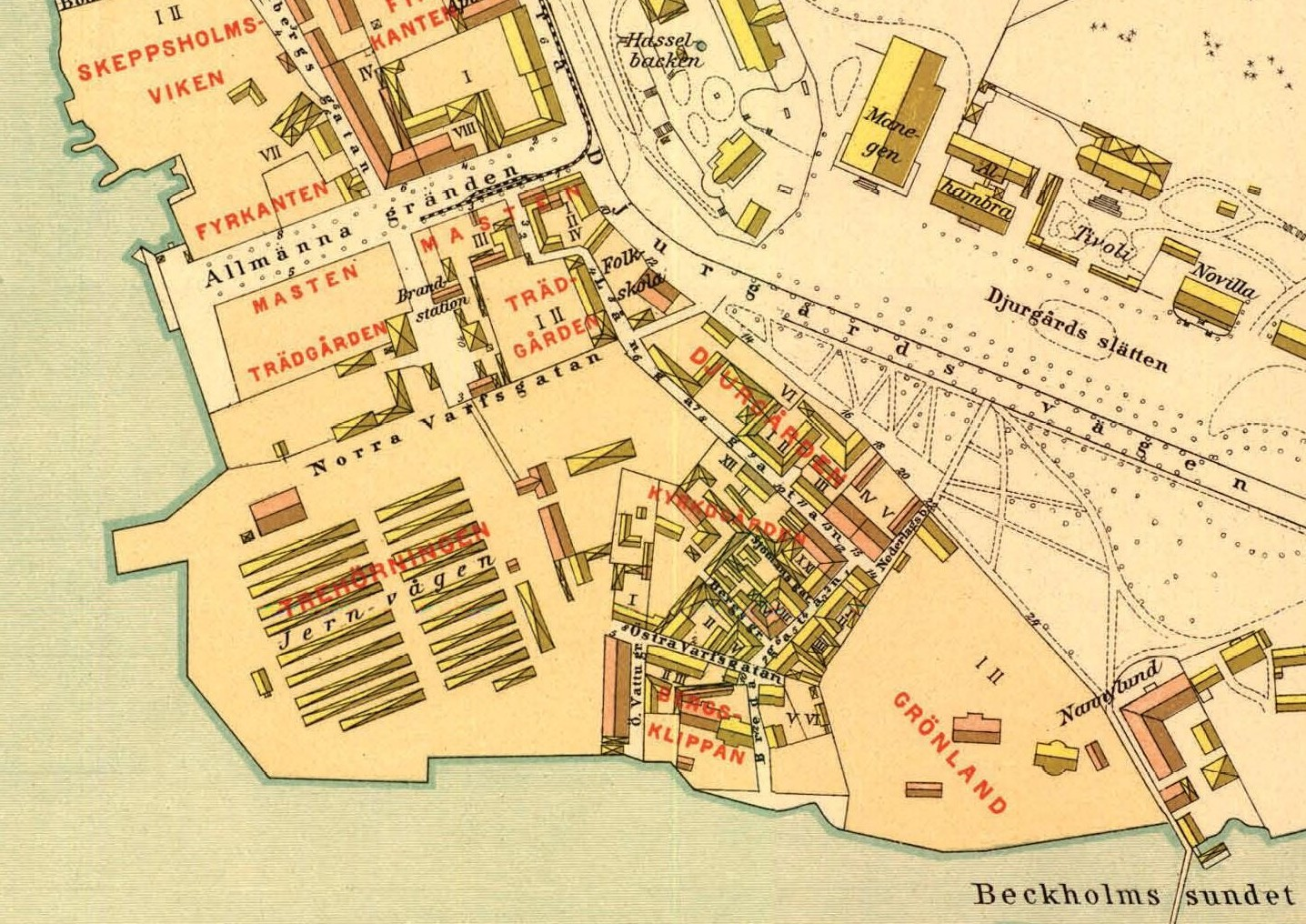
"Djurgårdsslätten", karta 1885
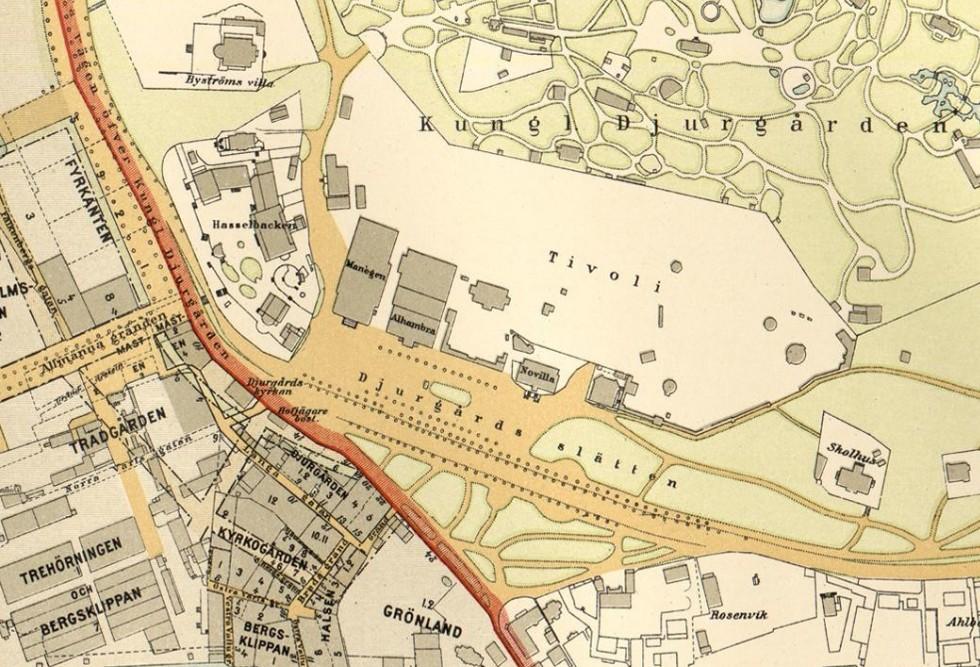
"Djurgårdsslätten", karta 1899